# Ибн Зафар
Худжжат ад-Дин Абу Абдуллах Мухаммад ибн Абу Мухаммад ибн Зафар ас-Сакалли (араб. حجة الدبن أبو عبد الله محمد بن أبي محمد بن محمد بن ظفر الصقلي‎) — арабский писатель и филолог, впервые в арабской литературе ставший рассказывать о реальных исторических событиях, используя вымышленных действующих лиц.

## Биография
Ибн Зафар родился на острове Сицилия (отсюда и нисба ас-Сакалли — «сицилиец»), рос в Мекке. Всю жизнь страдая от нищеты, он продолжал переезжать из одной страны в другую, пока в 565 году хиджры (1169 или 1170) не умер в сирийском городе Хама.
Главным произведением Ибн Зафара является дидактическая антология в прозе под названием «Утешения властителя при вражде подчинённых» (араб. سلوان المطاع في عدوان الأتباع‎, «Сульван аль-мута’ фи ’удван аль-атба’»), существующая в двух авторских редакциях от 1150 и 1159 года. Книга «Утешения…» была составлена для некоего сицилийского правителя (имя его никак не упоминается) во времена, когда островом правил второй норманнский король Вильгельм I Злой. Труд Ибн Зафара пользовался уважением на Востоке и был переведён на персидский и турецкий языки. Итальянским юристом и социологом Гаэтаной Моска были отмечены параллели между «Утешениями…» Ибн Зафара и «Государем» Макиавелли, который был написан значительно позднее.